# État islamique au Mozambique
La province de l'État islamique au Mozambique (en abrégé ISMP, pour Islamic State Mozambique Province) est une division administrative de l'État islamique, un groupe salafiste djihadiste. Distincte de la province d'Afrique centrale depuis 2022, elle est, comme son nom l'indique, active au Mozambique, où elle contrôle un territoire d'environ 5 000 km2 dans le nord du pays.

## Organisation

### Commandement
Selon les Nations unies, le chef religieux de l'État islamique au Mozambique est Abou Yasser Hassan (un ressortissant tanzanien sous sanctions américaines depuis 2021), tandis que son commandant opérationnel est Bonomade Machude Omar,,. Le 25 août 2023, le président du Mozambique, Filipe Nyusi, annonce sur Radio Mozambique (pt) que Bonomade Machude Omar est mort lors d'un échange de coups de feu avec les forces de défense du Mozambique dans la province de Cabo Delgado le 22 août.

### Effectifs
Quelques mois avant la proclamation de la « province du Mozambique » en mai 2022, les effectifs de l'État islamique au Mozambique sont estimés « entre 600 et 1 200 combattants » par le Conseil de sécurité des Nations unies. L'année suivante, ce dernier ne fait désormais plus état que de « 280 combattants masculins adultes », puis d'« entre 180 et 220 combattants masculins adultes avec une expérience du champ de bataille »,. Début 2024, le Conseil de sécurité des Nations unies écrit que « le nombre de combattants du groupe avec une expérience du champ de bataille a encore été réduit entre 160 et 200 individus. ».

## Histoire

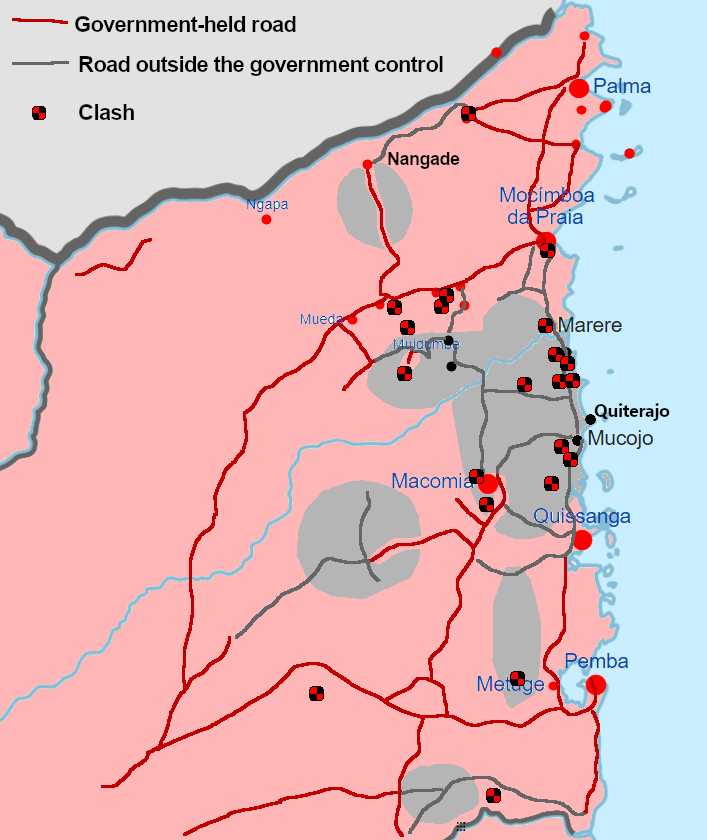
Carte de l'insurrection djihadiste au Mozambique, situation en mars 2024.
Territoire contrôlé par le gouvernement mozambicain et ses alliés.
Territoire contrôlé par l'État islamique au Mozambique.

Le 9 mai 2022, l'État islamique annonce discrètement la formation de la « province du Mozambique » dans un communiqué revendiquant une attaque contre « une caserne de l'armée croisée mozambicaine, dans le village de (Quiterajo) ».  
Le 6 décembre 2022, la province du Mozambique prête allégeance (bay'a) au nouveau « commandeur des croyants » de l'État islamique, Abou al-Hussein al-Husseini al-Qourachi.  
Le 14 août 2023, la province du Mozambique prête allégeance (bay'a) au nouveau « commandeur des croyants » de l'État islamique, Abou Hafs al-Hachemi al-Qourachi.   
Le 15 février 2024, la province du Mozambique s'empare de Quissanga, capitale du district du même nom. Le 2 mars 2024, des terroristes venus de Quissanga attaquent l'île Quirimba (ceb) et l'occupent le lendemain,. L'île d'Ibo (en) se retrouve dès lors confrontée à un risque d'invasion imminente. Cette nouvelle offensive de la province du Mozambique entraîne le déplacement interne de près de 100 000 personnes.  
Le 10 mai 2024, la province du Mozambique prend brièvement le contrôle de la ville de Macomia (en), avant d'en être chassée le jour même par les forces armées de défense du Mozambique,.  